# La Grande Françoise

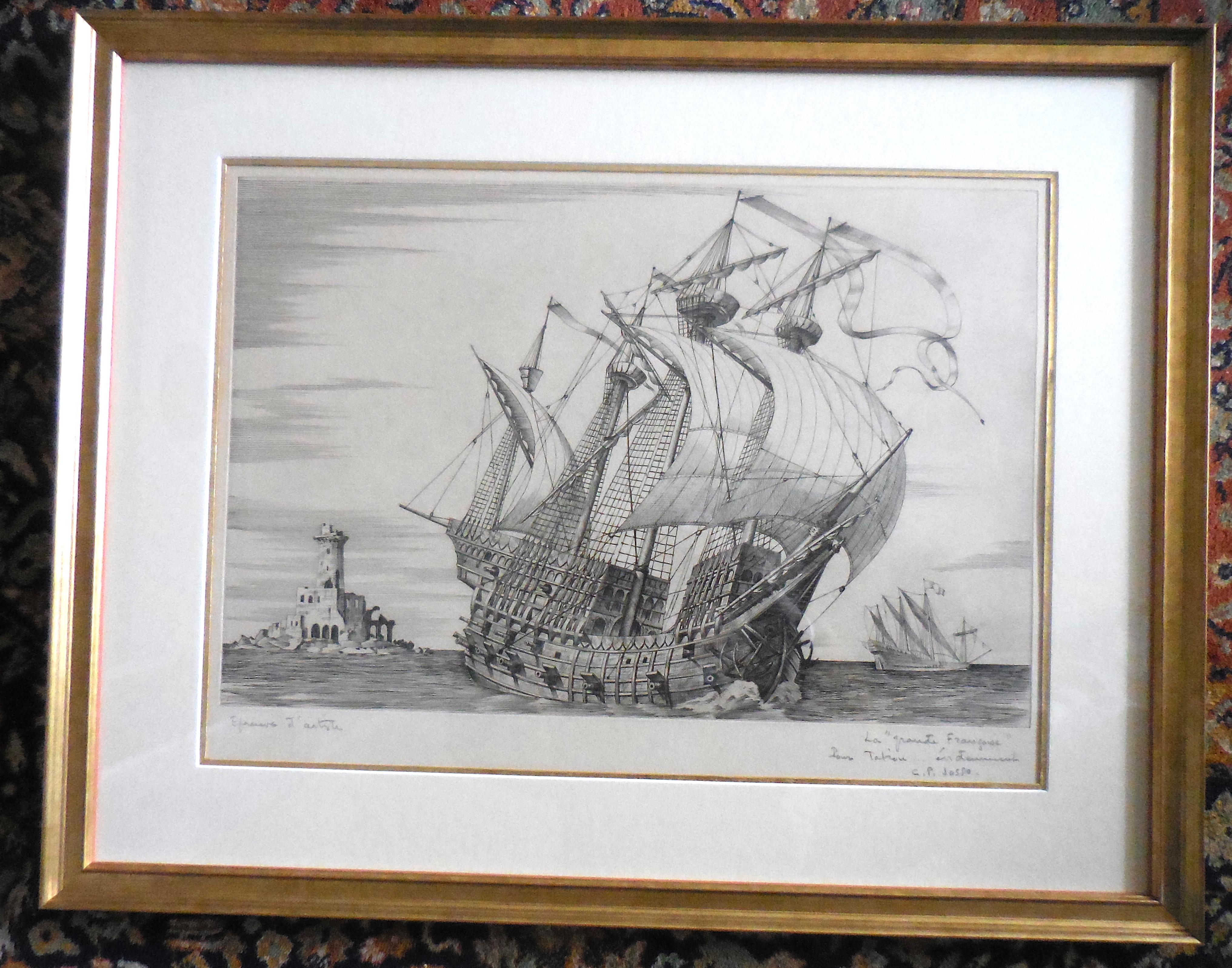
festmény a La Grande Françoiseról

A La Grande Françoise  1521 és 1533 között Le Havre-ban épült ötárbócos hajó. A korabeli leírások szerint szélmalom és kápolna is volt a fedélzetén. Túlméretezettsége miatt első vízrebocsátásakor félig megfeneklett a kikötőben, így soha nem jutott ki a nyílt vizekre. 1533 novemberében egy vihar megdöntötte, úgyhogy később szét kellett bontani.